# Kościół w Kallio
Kościół w Kallio (fiń. Kallion kirkko, szw. Berghälls kyrka) to kościół położony w helsińskiej dzielnicy Kallio przy ulicy Itäinen papinkatu 2. Zaprojektowany przez Larsa Soncka, zbudowany w latach 1908–1912.

## Historia

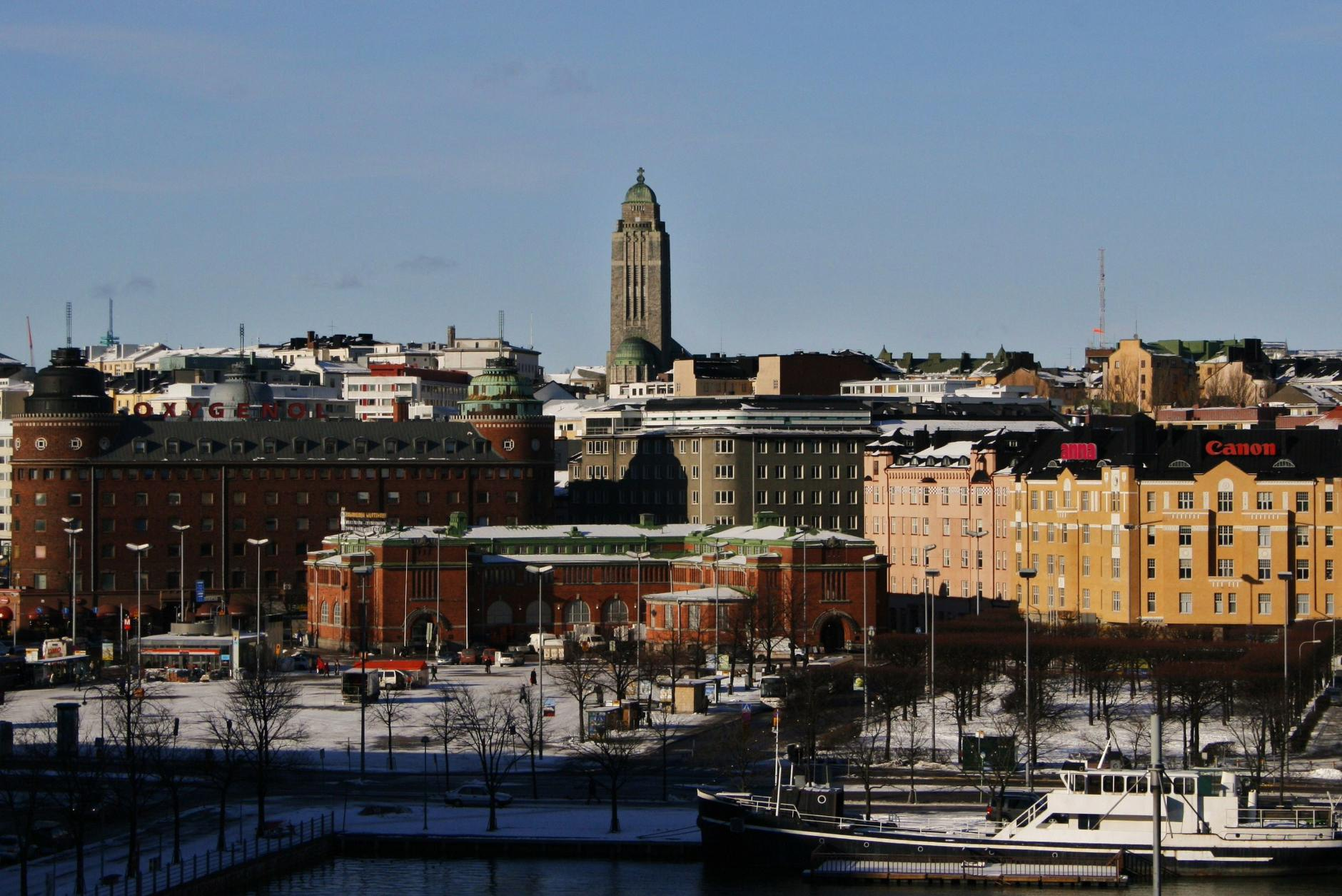
Kościół stanowi charakterystyczną dominantę w dzielnicy Kallio

Kościół w Kallio, zbudowany z szarego granitu według projektu architekta Larsa Soncka, stanowi monumentalną dominantę architektoniczną umieszczoną na osi ulic Unioninkatu-Siltasaarenkatu (Unionsgatan–Broholmsgatan) biegnących z północy na południe przez centrum miasta.
Plany wybudowania kościoła w tym miejscu sięgają roku 1891, a nabrały realnych kształtów po zatwierdzeniu w roku 1901 planów rozbudowy tej części miasta. Dodatkowym powodem był szybki wzrost ludnościowy Helsinek na przełomie XIX i XX wieku i związany z tym nowy podział miasta na parafie, który wszedł w życie 1 maja 1907 roku. W tym czasie podjęto decyzję o wybudowaniu w dzielnicy Kallio nowego kościoła. Rozpisano w tym celu konkurs architektoniczny, który wygrał Lars Sonck. Kościół zbudowano w latach 1908–1912.

## Architektura
Kościół został zbudowany na planie krzyża łacińskiego. Nad prezbiterium wznosi się wysoka, mierząca 65 m wieża, obok której znajdują się lokale parafialne z kaplicą oraz biura. Zakrystia znajduje się w absydzie dobudowanej do południowego szczytu. Ponieważ kościół stoi na tarasowo ukształtowanym wzniesieniu, prowadzą do niego schody. Otoczony jest niewielkim parkiem. Fasadę wykonano z szarego granitu z Nystad (odnowiono ją w latach 1998–2001). Powierzchnie ścian udekorowano tym samym kamieniem, używając motywów abstrakcyjnych i zaczerpniętych z natury. W wieży znajduje się siedem dzwonów, które wygrywają melodię chorału skomponowanego specjalnie w tym celu przez Jeana Sibeliusa w 1911 roku.

## Wnętrze
Wnętrze kościoła jest trzynawowe. Szeroką nawę środkową przekrywa wydatne sklepienie kolebkowe. Wnętrze kościoła z trzech stron otaczają empory, otwierające się na nawę środkową łukowymi arkadami. Obraz w ołtarzu wykonał z drewna sosnowego rzeźbiarz Hannes Autere. Przestrzeń wokół ołtarza przebudowano w latach 1955–1956 pod kierunkiem architekta Antti Salmenlinna. Organy, znajdujące się początkowo w górnej części prezbiterium nad ołtarzem, przeniesiono na tylną emporę. W 1986 roku kościół został odrestaurowany pod kierunkiem architekta Heikki Havasa i projektanta wnętrz Tauno Kivinena.